# NK Međimurje Čakovec
El NK Međimurje es un equipo de fútbol de Croacia. Está situado en Čakovec, condado de Međimurje, y juega en la Druga HNL.

## Historia
El equipo nace en junio de 2003 tomando la plaza de otro club recientemente desaparecido, el NK Omladinac Novo Selo Rok, que disputaba la Druga HNL (Segunda División). En su primer año el equipo logra el ascenso a la Prva HNL quedando primero en la fase regular.
El equipo intentó estabilizarse en la categoría aunque quedó penúltimo las 2 primeras temporadas que disputó en Primera. En la temporada 2006-07 alcanza su mejor posición, un noveno lugar. Sin embargo, el equipo descendió a Segunda al quedar como colista en la campaña 2007-08, por lo que luchará por volver a ascender a la máxima categoría croata.

## Uniforme
- Equipación titular: Camiseta roja y negra con rayas verticales, pantalón negro y medias rojas
- Equipación suplente: Camiseta, pantalón y medias blancas.

## Estadio
El NK Međimurje disputa sus partidos como local en el Stadion SRC Mladost, un campo con capacidad para 7.000 personas, 5.000 de ellas sentadas. Comparte el campo con el NK Čakovec
Construido como campo auxiliar en la Universiada de Zagreb de 1987, el estadio también puede albergar competiciones de atletismo.